# Wilma Lipp
Pour les articles homonymes, voir Lipp (homonymie).
Wilma Lipp née le 26 avril 1925 à Vienne et morte le 26 janvier 2019 à Inning am Ammersee, est une chanteuse d'opéra autrichienne (soprano).

## Biographie
Wilma Lipp, née dans le quartier de Döbling, à Vienne, est la fille d'un architecte de Hietzing, autre quartier de Vienne. Dès l'âge de 11 ans, elle reçoit des leçons de chant, d'abord avec Friedl Sindl et Paola Novikova, plus tard, entre autres, avec Toti Dal Monte à Milan et Anna Bahr-Mildenburg à l'Académie de Musique de Vienne. En 1943, à l'âge de 17 ans, elle fait ses débuts à Vienne dans le rôle de Rosine du Il barbiere di Siviglia (Rossini), dans une représentation en plein air sur la Heldenplatz. La même année, elle chante l'air de Gilda du Rigoletto de Verdi au Konzerthaus de Vienne.
En 1945, elle est engagée par l'Opéra national de Vienne comme élève et plus tard dans les chœurs. Son premier rôle est Kate Pinkerton dans Madame Butterfly de Puccini. On l'entend dans La Fiancée vendue de Smetana, Hänsel und Gretel, Les Noces de Figaro (Barbarina), Rigoletto (la Comtesse Ceprano), et Capriccio (la chanteuse italienne). Elle chante ensuite Adele dans l'opérette Die Fledermaus, rôle qu'elle interprétera avec succès pendant plus de vingt ans. 
Sa prise de rôle de la Reine de la Nuit dans l'opéra de Mozart La Flûte enchantée, un de ses rôles légendaires, a lieu le 13 janvier 1948, sous la direction de Josef Krips. Jusqu'en 1956, elle l'interprétera 131 fois au Staatsoper. Josef Krips dirige de nombreux concerts de Wilma Lipp et est parfois même son pianiste en récital, comme celui de 1964 au Musikverein de Vienne.
En 1953, elle est nommée Kammersängerin. À 28 ans, elle est la plus jeune chanteuse de l'histoire de l'Opéra d'État de Vienne à avoir obtenu ce titre. À la réouverture de cet opéra, en 1955, elle chante encore Konstanze, la Reine de la Nuit, Oscar et Musetta. Elle marque de son talent et de sa technique les rôles de Marguerite (Faust), Antonia (Les Contes d'Hoffmann), Nedda (Pagliacci), qu'elle chante aussi au Metropolitan Opera de New York, et Eva (Die Meistersinger von Nürnberg). Spécialiste de Mozart, elle brille dans des rôles plus dramatiques comme Pamina (La Flûte enchantée), la Contesse Almaviva (Le nozze di Figaro) et Donna Elvira (Don Giovanni), y compris, en 1961, au Festival de Salzbourg.
À la réouverture du Theater an der Wien, en 1962, Wilma Lipp laisse la Reine de la nuit pour Pamina dans l'opéra de Mozart, aux côtés de Nicolai Gedda (Tamino), sous la direction de Herbert von Karajan.
À l'opéra de Vienne, elle apparaît environ 1200 fois sur scène. En outre, elle se consacre aussi au concert, ainsi que dans la musique sacrée. Elle chante régulièrement au Musikverein de Vienne et dans des tournées en Amérique du Nord et du Sud.
En 1948, elle chante pour la première fois au Festival de Salzbourg Konstanze dans Die Entführung aus dem Serail de Mozart,sous la direction de Josef Krips. Elle apparaît ensuite à la Scala de Milan en 1950 (la Reine de la nuit et Konstanze), à l'Opéra de Paris, au Bayerische Staatsoper à Munich, au Deutsche Oper Berlin, au Royal Opera House Covent Garden (1950 et 1951), au festival de Salzbourg, au festival de Bayreuth (1951, l'oiseau de la forêt dans Siegfried), au festival de Bregenz (Annina dans Une nuit à Venise, et au festival d'Édimbourg (Konstanze).
En 1950, elle chante Konstanze dans le premier enregistrement complet de l'opéra sous la direction de Josef Krips. Elle est engagée par de nombreuses maisons d'opéra et interprète Violetta dans La Traviata de Verdi ou le rôle-titre dans Manon de Jules Massenet.
En 1964, Wilma Lipp fait ses débuts à San Francisco dans les rôles de Sophie (Rosenkavalier), Alice Ford (Falstaff), Nedda et Micaela. Elle se produit aussi à Bruxelles, Paris, Buenos Aires et Zurich, où elle revient à l’opérette (Lisa dans Le pays du sourire et Anna Elisa dans Paganini, de Franz Lehár.
Au début des années 1970, elle commence à se retirer lentement de la scène. Au cours des dernières années, on la voit à l'Opéra national et au Volksoper de Vienne, au Festival de Bregenz, à l'Opéra de Zurich et au festival de Salzbourg. Avec le rôle de Marianne, la duègne de Sophie (Der Rosenkavalier), elle fait ses adieux sur scène après presque quarante ans d'activité, le 5 juin 1981 et au Festival de Salzbourg. En 1982, elle est faite membre honoraire de l'Opéra d'État de Vienne. Dans les années 1983/1984, on la revoit au Festival de Salzbourg (Marianne) Leitmetzerin et même, en 1986, au Teatro Regio (Turin).

## Enseignement
Wilma Lipp enseigne en tant que professeur de chant pendant 18 ans au Mozarteum de Salzbourg. Parmi ses élèves, on compte Kathleen Cassello, Birgid Steinberger, Ingrid Habermann, Eva Lind et Iride Martinez. Ces chanteuses ont particulièrement brillé dans les « rôles Lipp ». En 1998, elle est admise à l'éméritat.

## Filmographie
- Unsterblicher Mozart – Wilma Lipp y chante Die Entführung aus dem Serail, Don Giovanni et Nozze di Figaro
- Das Dreimäderlhaus.  Wilma Lipp y chante l' Ave Maria de Schubert
- Der Kardinal – Wilma Lipp y joue le rôle d'une catholique au temps du nazisme
- Der Rosenkavalier – Festival de Salzbourg 1982, direction et mise en scène : Herbert von Karajan
- Wochenschau – Film daprès-guerre, Wilma Lipp chante Frühlingsstimmenwalzer (Voix du printemps) lors de la visite de John F. Kennedy
- Karussell 1967 – Show télévisé. Wilma Lipp chante des airs d'opérettes
- The Salzburg festival – Film de Tony Palmer. Wilma Lipp y est interviewée
- Zeitzeugen - Wege zur Zweiten Republik - Documentaire de l'ORF
- 50 Jahre Wiedereröffnung Wiener Staatsoper - Wilma Lipp, Elisabeth Schwarzkopf et Sena Jurinac sont les invitées d'honneur du gala du 50e anniversaire de la réouverture de l'opéra de Vienne (2005)

## Enregistrements
| Œuvres                                   | Distribution                                                                  | Direction musicale | Année |
| ---------------------------------------- | ----------------------------------------------------------------------------- | ------------------ | ----- |
| Joseph Marx, Lieder                      | Lipp, Dermota, Seefried, Auger                                                | Joseph Marx        | 1952  |
| Capriccio, Strauss                       | Lipp (La chanteuse italienne), Lisa della Casa, Schöffler, Dermota            | Karl Böhm          | 1953  |
| Die Entführung aus dem Serail, Mozart    | Lipp (Konstanze), Ludwig, Loose, Klein, Koreh                                 | Krips              | 1950  |
| Falstaff Verdi                           | Lipp (Nanetta), Fischer, Holm, Cunitz                                         | Solti              | 1954  |
| Falstaff, Verdi                          | Lipp (Alice Ford), Fischer-Dieskau                                            | Mario Rossi        | 1966  |
| La Fille du régiment, Donizetti          | Lipp (Marie), Friedrich, Litz                                                 | Schüchter          | 1952  |
| Die Entführung aus dem Serail, Mozart    | Lipp (Konstanze), Wunderlich, Steffek                                         | Hollreiser         | 1962  |
| Die Zauberflöte, Mozart                  | Seefried, Ludwig, Greindl, Lipp (La Reine de la nuit), Schmitt-Walter, Oravez | Furtwängler        | 1949  |
| Die Zauberflöte, Mozart                  | Seefried, Dermota, Greindl, Lipp (La reine de la nuit), Kunz, Oravez          | Furtwängler        | 1951  |
| L'elisir d'amore, Donizetti              | Lipp (Adina), Dermota                                                         | Krips              | 1953  |
| Die Zauberflöte, Mozart                  | Seefried, Dermota, Weber, Lipp, Kunz, Loose                                   | Karajan            | 1950  |
| Die Zauberflöte, Mozart                  | Güden, Simoneau, Böhme, Lipp, Berry, Loose                                    | Böhm               | 1955  |
| Die Zauberflöte, Mozart                  | Stich-Randall, Schock, Lipp                                                   | Keilberth          | 1953  |
| Die Zauberflöte, Mozart (extraits)       | Lipp (Pamina), Schock, Frick, Kunz                                            | Schüchter          | 1963  |
| Don Giovanni Mozart                      | Waechter, Grümmer, Lipp (Elvira), Scovotti, Evans                             | Schmidt-Isserstedt | 1963  |
| Requiem (Mozart)                         | Lipp, Höngen, Dickie, Weber                                                   | Horenstein         | 1956  |
| Idomeneo, Mozart                         | Lipp (Ilia), Grümmer, Lewis, Kmentt                                           | Schmidt-Isserstedt | 1964  |
| Le nozze di Figaro, Mozart               | Lipp (Comtesse Almaviva), Popp, Kerns, Siepi                                  | Stein              | 1973  |
| Faust Gounod                             | Lipp (Marguerite), Kmentt, Ghiaurov, Sereni, Höngen                           | Prêtre             | 1961  |
| Requiem (Mozart)                         | Lipp, Rössel-Majdan, Dermota, Berry                                           | Karajan            | 1963  |
| Messe en ut mineur, Mozart               | Lipp, Ludwig, Dickie, Berry                                                   | Grossmann          | 1950  |
| Passion selon saint Matthieu, Bach       | Lipp, Ludwig, Wunderlich, Berry                                               | Böhm               | 1961  |
| Neuvième symphonie, Beethoven            | Lipp, Boese, Wunderlich, Crass                                                | Klemperer          | 1961  |
| Neuvième symphonie, Beethoven            | Lipp, Dickie, Höffgen, Frick                                                  | Schuricht          | 1956  |
| Neuvième symphonie, Beethoven            | Lipp, Patzak, Höngen, Weber                                                   | Horenstein         | 1950  |
| Ein deutsches Requiem Brahms             | Lipp, Waechter                                                                | Klemperer          | 1956  |
| Faust (Gounod) Gounod                    | Lipp (Marguerite), Kmentt, Uhde, Waechter, Höngen                             | Prêtre             | 1963  |
| Ein deutsches Requiem Brahms             | Lipp, Crass                                                                   | Sawallisch         | 1965  |
| Les contes d'Hoffmann, Offenbach         | Lipp (Olympia), Schock, Mödl, Trötschel                                       | Szenkár            | 1953  |
| La Bohème, Puccini                       | Eipperle, Lipp (Musetta), Terkal, Poell                                       | Krauss             | 1952  |
| La Bohème, Puccini                       | Lipp (Mimi), Anton Dermota                                                    | Krips              | 1965  |
| Orfeo ed Euridice, Gluck                 | Lipp (Euridice), Ludwig, Schädle                                              | Krips              | 1965  |
| Fra Diavolo, Auber                       | Lipp (Zerline), Schock, Pease, Zollenkopf                                     | Schüchter          | 1954  |
| Martha, Flotow                           | Lipp (Lady Harriet), Kmentt, Plümacher                                        | Schüchter          | 1951  |
| Pagliacci, Leoncavallo                   | Lipp (Nedda), Hopf, Pease, Braun                                              | Sawallisch         | 1954  |
| Die Fledermaus, Strauß                   | Güden, Lipp (Adele), Dermota, Patzak                                          | Krauss             | 1950  |
| Die lustigen Weiber von Windsor, Nicolai | Lipp (Frau Fluth), Rössl-Majdan, Nissen, Schädle, Terkal                      | Schüchter          | 1953  |
| Die Fledermaus Strauß                    | Scheyrer, Lipp (Adele), Terkal                                                | Otto Ackermann     | 1959  |
| Die Fledermaus, Strauß                   | Lipp (Rosalinde), Holm, Schock                                                | Stolz              | 1966  |
| Wiener Blut, Strauß                      | Güden, Lipp (Pepi), Gruber, Schock                                            | Stolz              | 1967  |
| Der Vogelhändler, Zeller (Querschnitt)   | Zadek, Lipp (Christl), Patzak                                                 | Paulik             | 1955  |
| Ein Walzertraum, O. Straus (Extraits)    | Schock, Lipp (Franzi)                                                         | Stolz              | 1967  |
| Výleti pánĕ Broučkovy, Janáček           | Wunderlich, Fehenberger, Lipp                                                 | Keilberth          | 1959  |
| Der Bettelstudent, Millöcker             | Lipp (Laura), Rethy, Anday, Christ, Waechter                                  | Paulik             | 1951  |
| Die lustige Witwe, Lehár                 | Lipp (Hanna), Grundén, Mottl                                                  | Paulik             | 1958  |
| Der Bettelstudent, Millöcker             | Lipp (Laura), Schädle, Töpper, Terkal, Böhme                                  | Schmidt-Boelke     | 1956  |
| Siegfried, Wagner                        | Aldenhoff, Varnay, Lipp (Waldvogel)                                           | Karajan            | 1950  |
| Fidelio, Beethoven                       | Nilsson, Vickers, Lipp (Marzelline), Unger                                    | Karajan            | 1960  |
| Fidelio, Beethoven                       | Nordmo Løvberg, Lipp (Marzelline), Dickie                                     | Karajan            | 1961  |
| Faust, Gounod                            | Lipp (Marguerite), Domingo, Siepi, Sereni                                     | Märzendorfer       | 1968  |
| Der Rosenkavalier (Extraits), Strauss    | Rysanek, Lipp (Sophie), Seefried, Wunderlich                                  | André Cluytens     | 1966  |
| Der Rosenkavalier, Strauss               | Tomowa-Sintow, Baltsa, Perry, Lipp (Leitmetzerin)                             | Karajan            | 1984  |
| Der Rosenkavalier, Strauss               | Leonie Rysanek, Irmgard Seefried, Lipp (Sophie)                               | Cluytens           | 1966  |
| Gianni Schicchi, Puccini                 | Fischer-Dieskau, Lipp (Nella)                                                 | Erede              | 1975  |

## Distinctions
- 1966 : Médaille Nicolai de l'Orchestre philharmonique de Vienne
- 1977 : Médaille d'or de la Ville de Vienne
- 1982 : Membre honoraire de l'Opéra national de Vienne
- 2004 : Médaille d'or pour services rendus au Land de Vienne